# Françoise Zonabend
Françoise Zonabend, née le 26 février 1935 à Paris, est une ethnologue et anthropologue française, ancienne directrice d'études à l'École des hautes études en sciences sociales (Paris) où elle a enseigné l'anthropologie de la France.

## Biographie
Après des études d'ethnologie et de sociologie en Sorbonne et des recherches de terrain au Sénégal, Françoise Flis soutient une thèse de IIIe cycle dirigée par Paul Mercier, intitulée Les lycéens de Dakar.
En 1962, elle entre à l'École des hautes études en sciences sociales (EHESS), aux fins de collaborer avec Isac Chiva à la rédaction de la revue Études rurales, publiée par le Laboratoire d'anthropologie sociale (LAS), institution fondée et dirigée par Claude Lévi-Strauss en 1960. C'est dans ce cadre institutionnel et scientifique – l'EHESS et le LAS – qu'elle accomplira toute sa carrière, se spécialisant alors dans l'anthropologie de la France.
Entre 1968 et 1980, elle conduit, avec trois autres chercheuses, une étude sur le village de Minot, situé en Bourgogne du Nord. Pour sa part, Françoise Zonabend y étudie plus particulièrement le rôle et la fonction de la parenté, ainsi que les représentations de l'histoire locale ou globale qui s'y perpétuent de génération en génération, soutenues par des formes de mémorisation spécifiques.
En 1985, elle ouvre un nouveau chantier à la Hague, pointe ouest de la presqu'île du Cotentin. Elle y poursuit des recherches sur la parenté et la mémoire, mais elle traque aussi, dans ce lieu consacré à l'industrie nucléaire, les stratégies défensives mises au point par les employés et les riverains pour travailler et vivre sans trop de souffrances auprès de ces établissements à haut risque. C'est tout un pan de ce champ nouveau qu'est l'anthropologie du risque qui se trouve, ici, exploré.
Françoise Zonabend s'est aussi intéressée à la fabrication de l'écriture ethnographique, ainsi qu'aux modes de constitution des archives des ethnologues et aux usages dont celles-ci peuvent faire l'objet.
Francoise Zonabend a succédé, en 1996, à Jean Jamin à la tête de la revue Gradhiva, revue d'histoire et d'archives de l'anthropologie, actuellement éditée par le musée du Quai Branly. Elle l'a dirigée jusqu'en 2006.